# Манзан Гурме
Манза́н Гурмэ́ (Манзан Гурмэн тоодэй) — бурятская великая богиня, мать всех западных тенгри и прародительница всех шаманских духов-покровителей; дочь верховной богини Эхе-бурхан.
Манзан Гурмэ обладает «величайшей силой и знанием обо всех небесных духах и двумя великими шаманскими зеркалами, через которые она видит всё, что происходит на небе и на земле». У неё есть «Великая книга судеб, в которой записано всё, что произошло, происходит или произойдёт». Самым мистическим атрибутом Манзан Гурмэ является её «великая серебряная чаша». «Её серебряная чаша может быть очень маленькой, а может быть такой же большой, как и озеро. Манзан Гурмэ может прислонить её к твоей голове, вылить её содержимое на твою голову, или попросить тебя испить из неё. В результате ты уменьшишься в размерах и погрузишься в глубины мистической жидкости, которую она содержит» (аналог Святого Грааля).
В бурятском фольклоре путь к дому Манзан Гурмэ представляется как «радуга, которая соединяет небо с землёй» (аналог моста Биврёст в германо-скандинавской мифологии).
Когда, согласно легенде, одигон (шаманка) Шанаихан Шара исполнила ритуал туксави, хлопая тсасал (ложкой) по небу, он оказался на столе у Манзан Гурмэ. В благодарность Манзан Гурмэ «разорвала свой шарф надвое, … всколыхнула землю своим жезлом», и передала просьбу одигона Эсэгэ Малану.